# Каледоніт

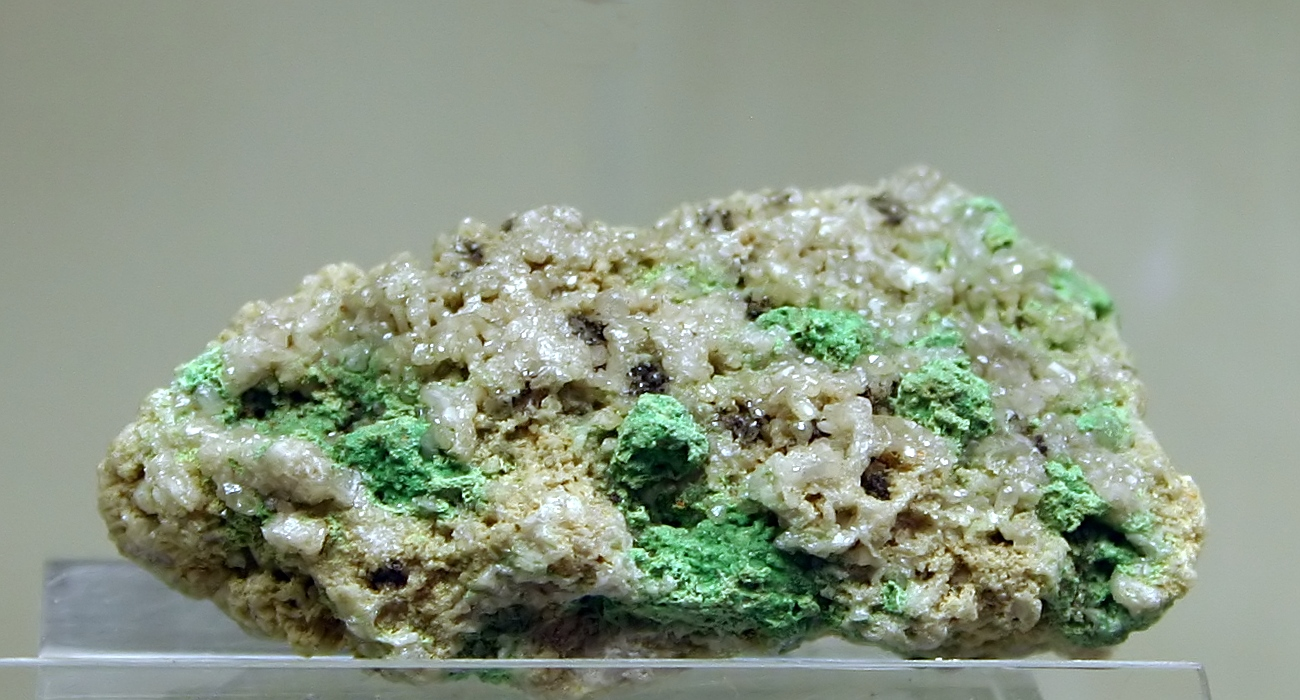
Каледоніт

Каледоні́т — мінерал, основний карбонат-сульфат свинцю і міді острівної будови.

## Етимологія та історія
Названий на честь древньої назви Шотландії — Каледонія, де він вперше був виявлений.
Каледоніт був вперше знайдений у місцевості Ледгіллс на південному заході Шотландії і описаний в 1820 році Генрі Джеймсом Бруком (1771—1857), який спочатку називав мінерал мідним сульфат-карбонатом свинцю (англ. Cupreous sulphato-carbonate of lead). Через рік Карл Цезар фон Леонгард прийняв це позначення у своєму другому виданні своєї роботи Handbuch der Oryktognosie, але переклав його німецькою мовою як мідьвмісний карбонат свинцю (нім. Kupferhaltiges schwefel-kohlensaures Blei).
Коли Август Брайтгаупт опублікував свою «Повну характеристику мінеральної системи» в 1832 році, назва мінералу базувалася більше на його кристалічній структурі і описувала його як призматичний мідно-свинцевий шпат.
Назва каледоніт, яка діє і донині, нарешті була дана мінералу Франсуа Сульпіче Бьоданом (1787 — 1850), який назвав його за латино-кельтською назвою Шотландії, виходячи з місцезнаходження.

## Загальний опис
Хімічна формула: Pb5Cu2[(OH)6CO3(SO4)3].
Містить (%): PbO — 69,17; CuO — 9,86; CO2 — 2,73; SO3 — 14,89; Н2О — 3,35.
Сингонія ромбічна.
Ромбо-дипірамідальний вид.
Форма виділення — дрібні кристали, кірочки, щільні агрегати.
Густина 5,76.
Твердість 3.
Колір від густо-зеленого до синього.
Риса зеленувато-біла.
Блиск смолистий.
Злом раковистий.
Крихкий.
Напівпрозорий.
Каледоніт, як і подібні за хімічним складом мінерали сусаніт, свинділіт і макферсоніт, розчиняється в азотній кислоті шляхом спінювання та виділення вуглекислого газу. Утворюється білий осад сульфату свинцю.
Типовий зразок мінералу зберігається в Музей природничої історії, Париж, Франція.

## Утворення і поширення
Каледоніт є типовим вторинним мінералом, який утворюється переважно в зоні вивітрювання свинцевих і мідних родовищ. Поширений мінерал зони окиснення мідно-свинцевих родовищ, хоча у промислових масштабах не використовується. Добувається переважно з колекційною метою.
Супутні мінерали включають англезит, азурит, брошантит, церусит, ледгілліт, лінарит і малахіт.
Будучи досить рідкісним мінеральним утворенням, каледоніт іноді можна знайти у великій кількості в різних місцях, але в цілому він не дуже поширений. На даний момент (станом на 2011 рік) у всьому світі відомо близько 300 місць. На додаток до місця розташування типу Лідгіллз, яке також відомо особливо великими кристалами каледоніту розміром до 2 см , мінерал зустрічався в багатьох інших місцях Сполученого Королівства в Англії, Шотландії та Уельсі.
«Мамонтова шахта» в окрузі Пінал (штат Аризона) і «рудник Блакитний дзвін» в окрузі Сан-Бернардіно (штат Каліфорнія) в США, де були знайдені кристали розміром від 1,5 до 2 см, відомі завдяки надзвичайним знахідкам каледоніту. Крім того, друзи знайдені з добре розвиненими кристалами у копальні Чах Мілле поблизу Анарак в іранській провінції Ісфахан.
У Німеччині каледоніт досі знаходили в основному в Шварцвальді в Баден-Вюртемберзі, а також у Хоенштайні біля Лаутерталя та в «Асоціації Грубе» поблизу Айзенбаха в Гессені, у кількох місцях у горах Гарц від Нижньої Саксонії до Саксонії. 
В Австрії відомі кілька місць у Каринтії, Нижній Австрії, Зальцбурзі та Штирії, але в Швейцарії наразі відома лише шахта «Les Moulins» біля Сен-Люка VS у кантоні Вале.
Серед інших країн – Аргентина, Австралія, Бельгія, Болівія, Болгарія, Чилі, Китай, Франція, Греція, Ірландія, Італія, Японія, Канада, Марокко, Мексика, Намібія, Норвегія, Пакистан, Португалія, Румунія, Росія, Іспанія, Південна Африка та Сполучені Штати Америки.